# Charles Rochemont Aikin
Charles Rochemont Aikin (Warrington, Cheshire, 1775 – Bloomsbury, Camden kerület, London, 1847. március 20.) angol orvos, sebész, kémikus és szakíró. John Aikin (1713–1780) teológiai tanár, tudós unokája; John Aikin (1747–1822) orvos és író fia; Arthur Aikin (1773–1854) kémikus, mineralógus és tudományos író öccse; Lucy Aikin (1781–1864) életrajzi és történetíró bátyja; Anna Laetitia Barbauld (1743–1825) költő, író unokaöccse és fogadott gyermeke.

## Élete és munkássága
Aikin 1775-ben született Anglia Lancashire megyéjének Warrington nevű városában előkelő, híres családba második gyermekként. Vallásos unitárius családból származott, nagyapja, John Aikin (1713–1780) unitárius teológiai tanár és tudós volt. Apja, John Aikin M.D. (1747–1822) híres orvosként és íróként munkálkodott. Nála két évvel korábban született bátyja, Arthur Aikin (1773–1854), aki később elismert kémikus, mineralógus és tudományos író lett. Öt évvel idősebb volt Lucy Aikin nevű lánytestvérénél (1781–1864), aki szintén híres lett mint életrajzi és történelmi írások szerzője.
Még kétéves korában, 1777-ben örökbe fogadták, ekkor nagynénjéhez, Anna Laetitia Barbauld (1743–1825) gyermekíróhoz és költőhöz került. Az ő férje tanította a Suffolk megyei Palgrave településen található iskolájában. Mivel nagynénje korának közismert írója és költője volt, Aikinról mintázta a kis Charles karakterét Lessons for Children című, 1778–79-ben kiadott ifjúságitörténet-sorozatában. Az ifjú Aikin később az Edinburgh-i Egyetem keretei között folytatta tanulmányait.
Már ifjúkorában komoly érdeklődést kezdett mutatni a tudomány – legfőképpen a kémia – területe iránt, emiatt segédkezett két évvel idősebb bátyja, Arthur Aikin legkorábban megjelent műveinél és nyilvános előadásainál. Ezek közül az egyik legfontosabb a Syllabus of a course of lectures on chemistry and chemical manufactures című 1799-es társszerzésben megjelent kémiai témájú kötet. 1807-ben és 1814-ben testvérével közösen adták ki Cornhillben az A dictionary of chemistry and mineralogy címet viselő átfogó, kétkötetes munkájukat. A könyvek John és Arthur Arch, illetve William Phillips nyomdájában kerültek kibocsátásra. Ehhez a műhöz 1814-ben egy függelék is megjelent An account of the most important recent discoveries and improvements in chemistry and mineralogy, to the present time címmel.
Ezután édesapja nyomdokaiba lépve az orvostudomány terén kezdett el komolyabban munkálkodni, számtalan műve jelent meg ebben a témában. Ebben az időben felvették a Royal College of Surgeons of England nevű szakintézet rendes tagjai közé, valamint a London Medical and Chirurgical Society társaság titkárának is kinevezték. Orvosi téren egyik legfontosabb műve a tehénhimlőt tárgyaló A concise view of all the most important facts that have hitherto appeared respecting the Cow Pox című kötet. A munkát Kurze Uebersicht der wichtigsten Erfahrungen über die Kuhpocken címmel német nyelven is kiadták egy évvel később, ez a könyv a Nabu Press által 2011-ben is megjelent változatlan újrakiadásban. A műnek továbbá egy francia kiadása is megjelent 1801-ben, ennek a címe Abrégé des faits les plus importans concernant la vaccine, ou petite vérole des vaches.
Szinnyei József (1830–1913) bibliográfus Magyar írók élete és munkái című életrajzi jellegű forrásmunkájában Aikin C. R.-t mint „orvostudort” említi. Házasságot kötött Gilbert Wakefield tisztelendő lányával, Anne-nel. Az orvos 1847. március 10-én, 72 éves korában hunyt el a londoni Camden kerület Bloomsbury városrészében található Bloomsbury Square-en elhelyezkedő házában.

## Művei
- Syllabus of a course of lectures on chemistry and chemical manufactures – Arthur Aikinnal közösen. London: T. Bensley; J. Johnson, 1799
- A concise view of all the most important facts that have hitherto appeared respecting the Cow Pox. R. Phillips, 1800
- Abrégé des faits les plus importans concernant la vaccine, ou petite vérole des vaches. Párizs: Croullebois, 1801
- Kurzgefasste Übersicht der wichtigsten Thatsachen welche bisher über die Kuhpocken erschienen sind. Hahn, 1801.Online hozzáférés
- Kurze Darstellung der wichtigsten die Kuh-Pocken betreffenden Thatsachen. Breslau, 1801
- Kurze Uebersicht der wichtigsten Erfahrungen über die Kuhpocken. Pest, 1802. Online hozzáférés
- For the Use of Families: A Plain and Familiar Treatise on the Cow-pox – társszerzőkkel. London: Edward Baines, 1904
- A dictionary of chemistry and mineralogy, with an account of the processes employed in many of the most important chemical manufactures – Arthur Aikinnal közösen. I–II. kötet. Cornhill: John és Arthur Arch; William Phillips, 1807–1814. Az I. kötet online hozzáférése. A II. kötet online hozzáférése
  - An account of the most important recent discoveries and improvements in chemistry and mineralogy, to the present time. Being an Appendix to their Dictionary of chemistry and mineralogy – Arthur Aikinnal közösen: függelék az A dictionary of chemistry and mineralogy című munkához. Cornhill: John és Arthur Arch, 1814

## Fordítás
- Ez a szócikk részben vagy egészben  a   Charles Rochemont Aikin című angol Wikipédia-szócikk ezen változatának fordításán alapul.  Az eredeti cikk szerkesztőit annak laptörténete sorolja fel. Ez a jelzés csupán a megfogalmazás eredetét és a szerzői jogokat jelzi, nem szolgál a cikkben szereplő információk forrásmegjelöléseként.